# Bringing It All Back Home Again

Bringing It All Back Home - Again est un EP du groupe The Brian Jonestown Massacre paru en 1999. Son titre fait référence à un album de Bob Dylan, Bringing It All Back Home (1965). Il est composé de six titres de folk rock pur.

## Liste des titres
| No | Titre                              | Durée |
| -- | ---------------------------------- | ----- |
| 1. | The Way it Was                     |       |
| 2. | Mansion in the Sky                 |       |
| 3. | Reign On                           |       |
| 4. | The Godspell According to Newcombe |       |
| 5. | All Things Great and Small         |       |
| 6. | Arkansas Revisited                 |       |